# Davids-Ahorn

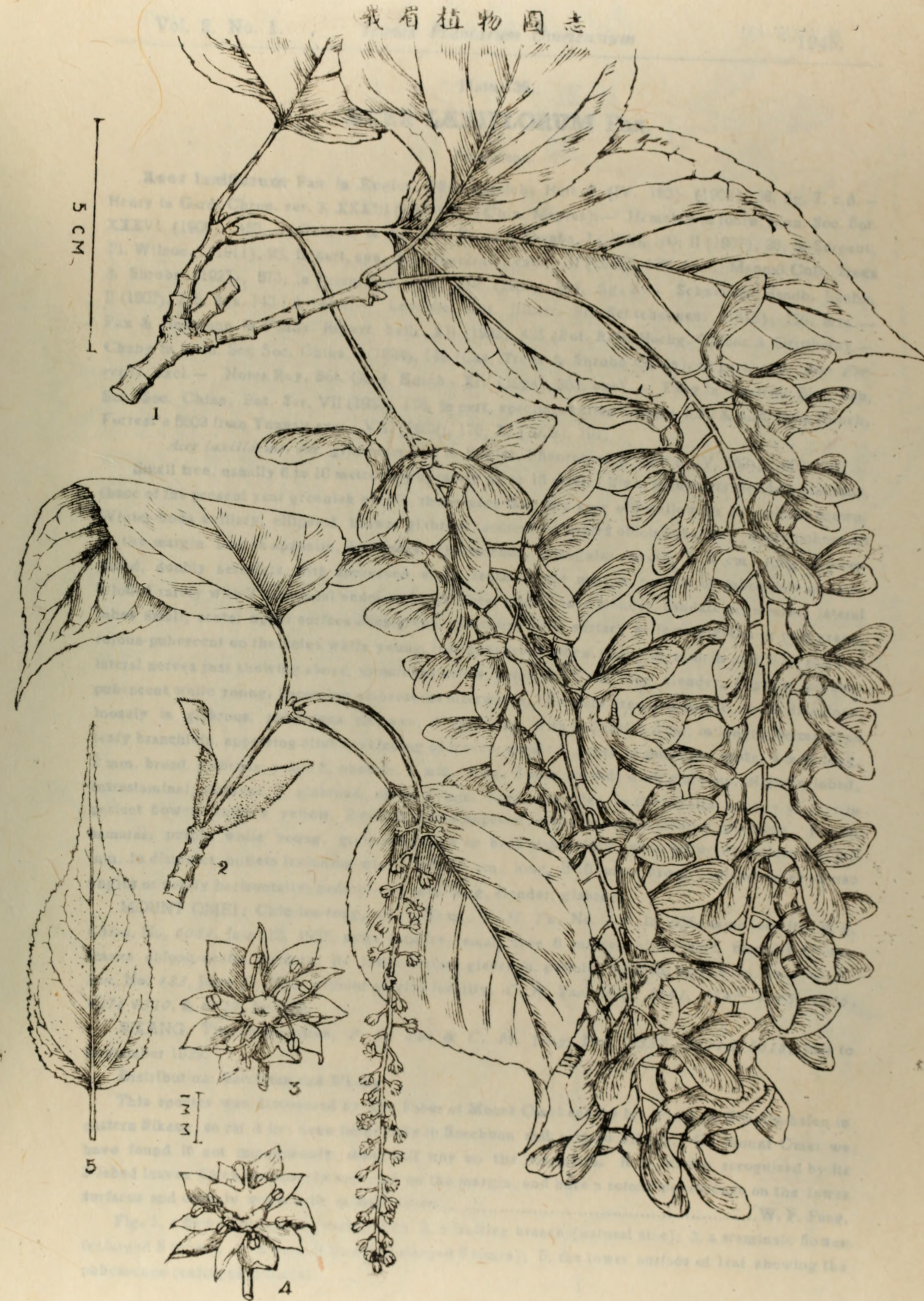
Illustration

Der Davids-Ahorn (Acer davidii), auch Davids Schlangenhaut-Ahorn genannt, ist eine Pflanzenart aus der Gattung der Ahorne (Acer) innerhalb der Familie der Seifenbaumgewächse (Sapindaceae).

## Beschreibung

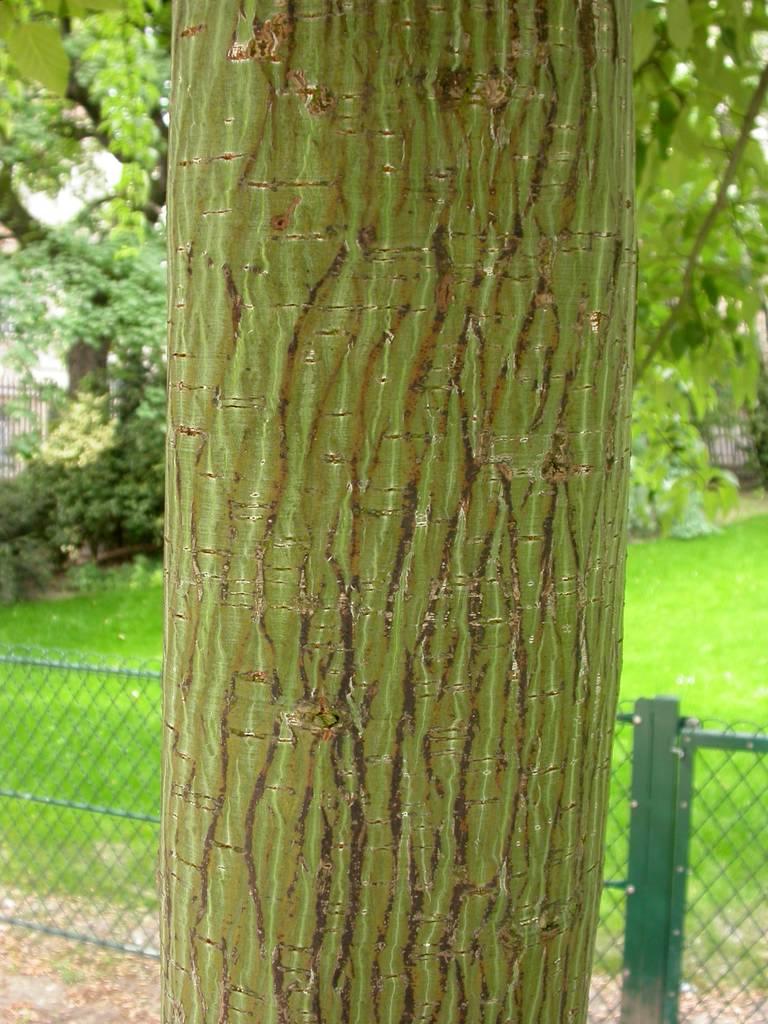
Stamm und Borke

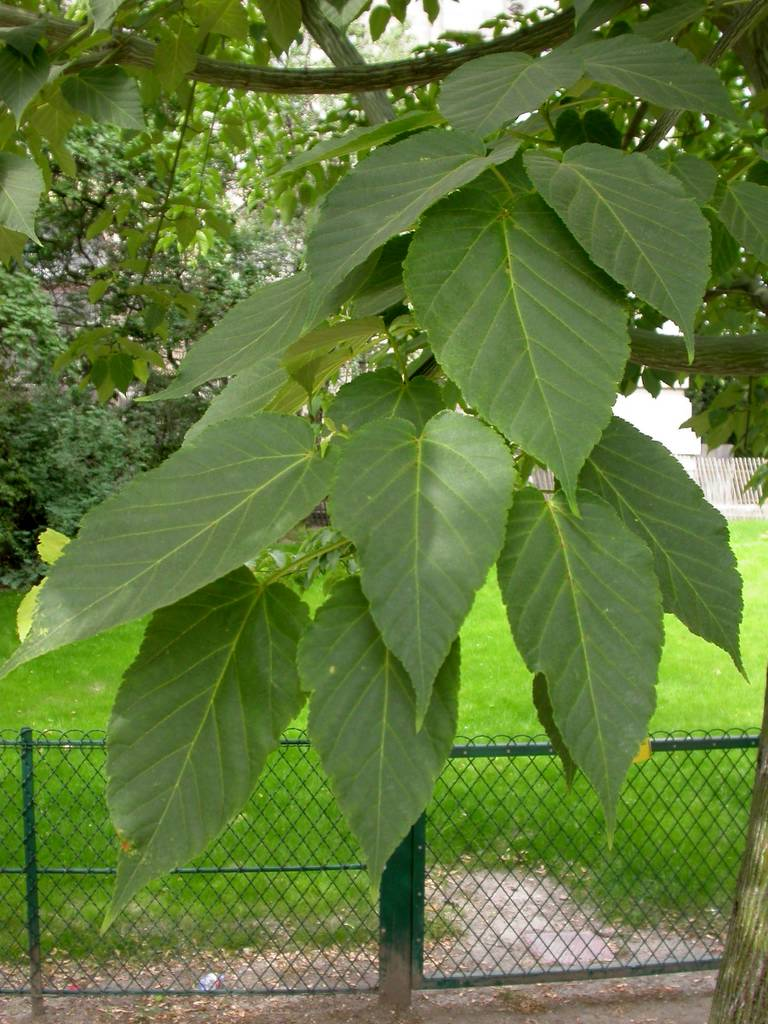
Gestielte, einfache Laubblätter

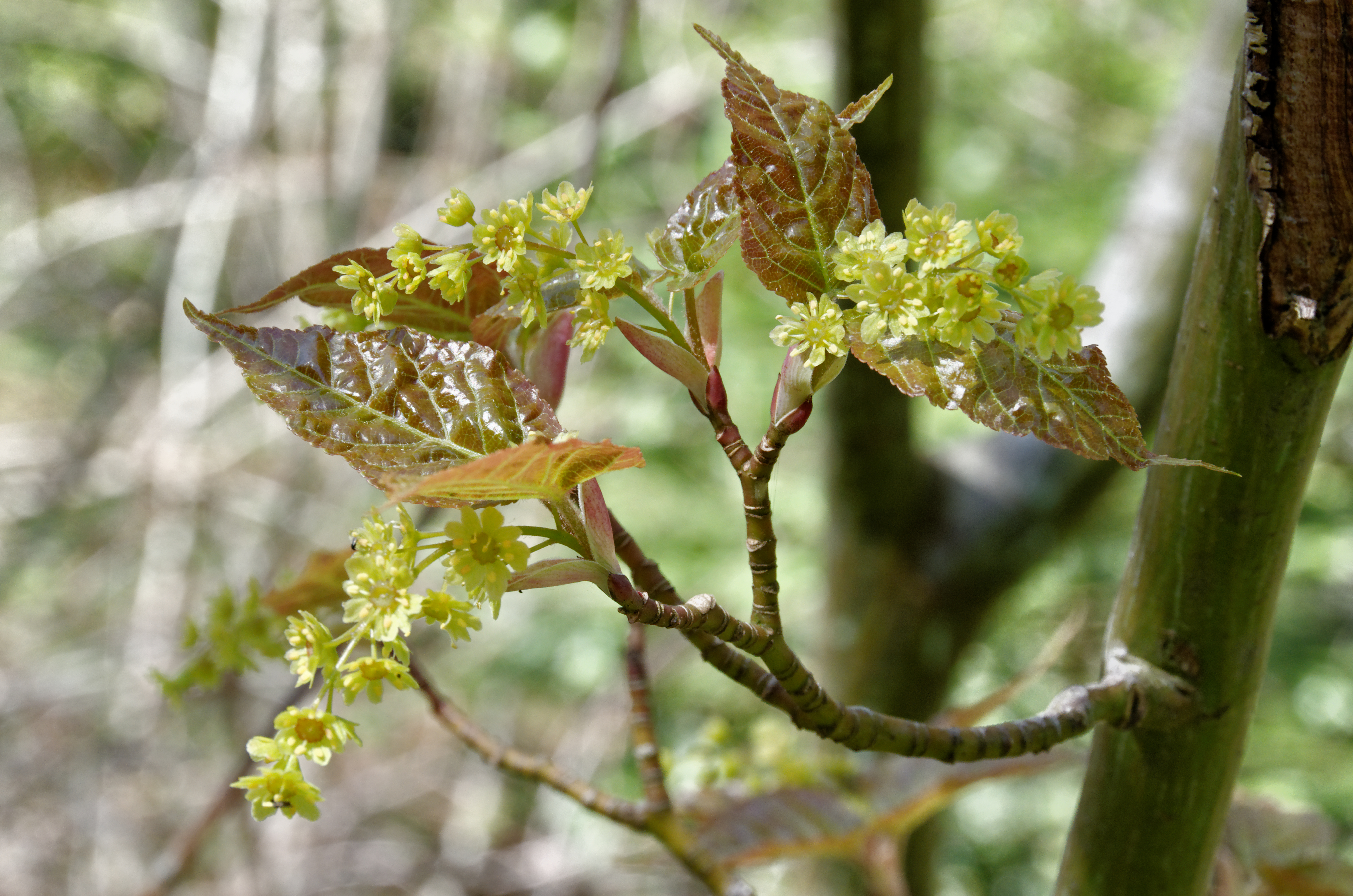
Männlicher Blütenstand

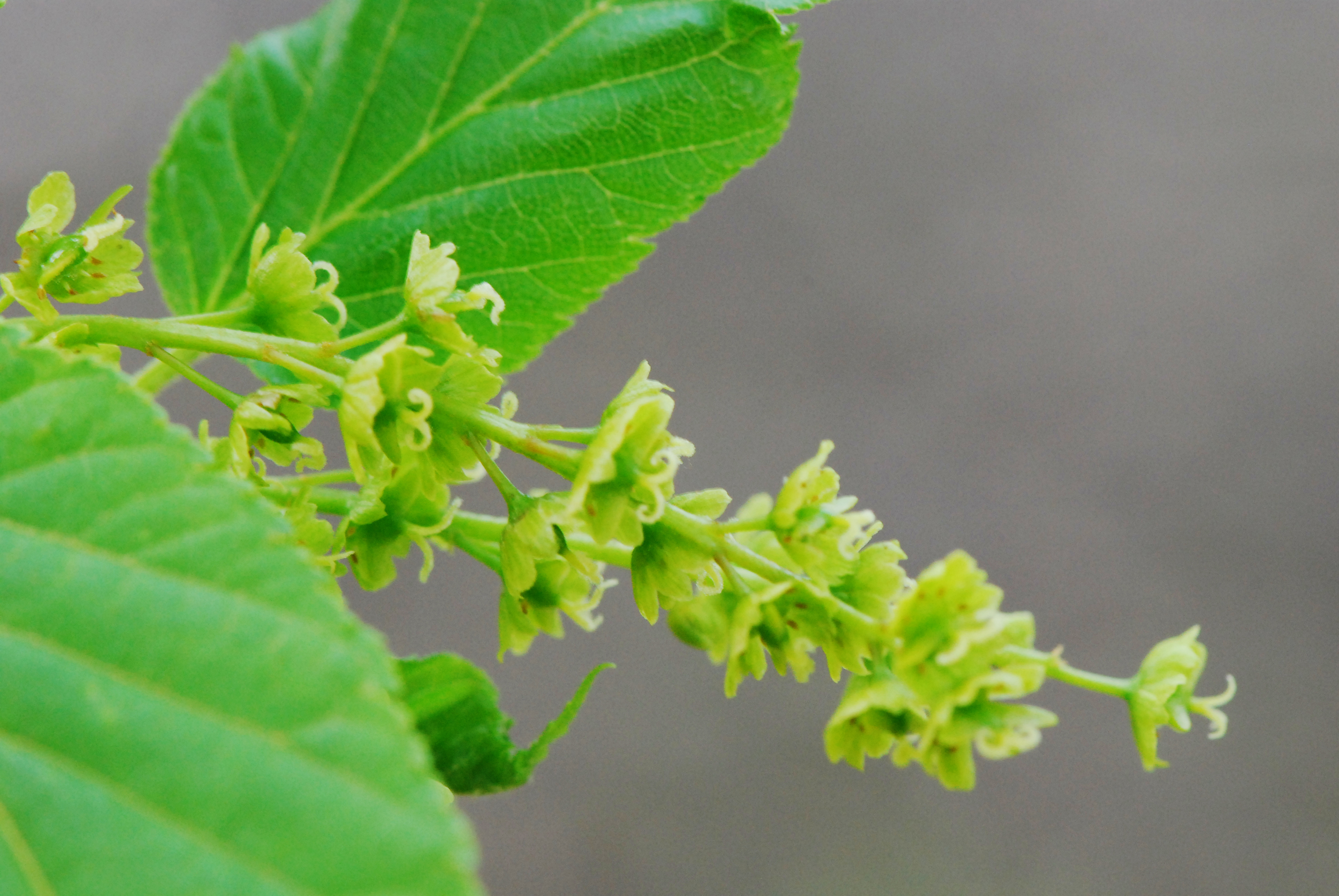
Weiblicher Blütenstand

### Erscheinungsbild und Rinde
Der Davids-Ahorn wächst als sommergrüner Baum, der Wuchshöhen von meist 10, selten bis über 15 Metern erreicht und einen großen Kronendurchmesser erreichen kann. Sein Habitus ist offen und die Zweige hängen ausladend herab. Der Stammdurchmesser erreicht über 75 Zentimeter. Die kleinen, länglichen, kahlen Winterknospen besitzen zwei Paare von Knospenschuppen.
Die Bezeichnung „Schlangenhaut-Ahorn“ leitet sich von der charakteristischen längsgestreiften Rinde ab, die an eine Schlange erinnert. Die älterer, relativ glatte bis mehr oder weniger rissige Borke ist bräunlich bis grünlich oder gräulich, sie ist von weißen oder gräulichen, manchmal orangen Längsstreifen durchzogen. Die Rinde junger Zweige ist rot oder grünlich und kahl.

### Blatt
Die gegenständig an den Zweigen angeordneten Laubblätter sind in Blattspreite und -stiel gegliedert. Der 3 bis 6 Zentimeter lange Blattstiel ist anfangs rötlich-braun flaumig behaart. Die einfache, leicht ledrige Blattspreite ist bei einer Länge von 8 bis 12 (6 bis 14) Zentimeter und einer Breite von 5 bis 8 (4 bis 9) Zentimeter eiförmig und an der Basis abgerundet bis leicht herzförmig. Die Spreite ist spitz bis zugespitzt oder geschwänzt, feingsägt bis doppelt gesägt und ganz oder drei- bis fünflappig, -zähnig. Wenn Blattlappen oder Zähne vorhanden sind, dann sind sie stumpf bis spitz. Die verkahlende Blattunterseite ist hellgrün und die Oberseite dunkelgrün und kahl. Es sind 10 bis 13 Paare von Seitennerven vorhanden. Junge Blätter sind auf der Unterseite auf den Blattadern rötlich-braun flaumig behaart und später wie die Blattoberseite kahl.
Die meisten Sorten fallen durch eine prachtvolle Herbstfärbung des Laubes auf.

### Blütenstand und Blüte
Davids-Ahorn ist einhäusig monözisch. Die Blütezeit liegt im Frühjahr, in China zwischen März und April. Die hängenden, kurzen und wenigblütigen, end- oder achselständigen, eingeschlechtlichen Blütenstände sind traubig. Die weiblichen sind länger und reichblütiger. Der schlanke Blütenstiel weist eine Länge bis etwa 1 Zentimeter auf. Die Blüten erscheinen mit den Blättern.
Die relativ kleinen, grünlich-gelben, funktionell eingeschlechtlichen Blüten sind radiärsymmetrisch und fünfzählig mit doppelter Blütenhülle. Die fünf Kelchblätter sind bei einer Länge von etwa 4 Millimeter elliptisch mit stumpfem oberen Ende. Die fünf Kronblätter sind bei einer Länge von etwa 4 Millimeter verkehrt-eiförmig. Die acht kahlen, kurzen Staubblätter sind etwa 3 Millimeter lang mit gelben Staubbeuteln. Die kahle Nektarscheibe (Diskus) befindet sich jeweils innerhalb des Staubblattkreises. Bei männlichen Blüten ist ein rudimentärer Fruchtknoten vorhanden und bei weiblichen Staminodien mit Antheroden sowie ein behaarter Fruchtknoten.

### Frucht
Die Flügel der bräunlich-gelben, 2,5 bis 2,8 Zentimeter langen, zweiteiligen Spaltfrüchte (Samara) stehen waagrecht bis stumpfwinklig ab. Die flachen Nussfrüchte, der einsamigen Teilfrüchte, weisen eine Länge von 8 bis 10 Millimeter und eine Breite von etwa 6 Millimeter auf. Die Früchte reifen in China im September.

### Chromosomenzahl
Die Chromosomenzahl beträgt 2n = 26.

## Verwendung als Ziergehölz
Davids-Ahorn bevorzugt nährstoffreiche, saure bis neutrale sowie kalkfreie Böden.
Als Ziergehölz wirkt er gut als Solitärpflanze, aber auch in Gruppen.
Von Davids-Ahorn gibt es einige Sorten, zum Beispiel 'Rosalie', 'Ernest Wilson', 'Serpentine', 'Grosser’s Schlangenhaut-Ahorn'. Die Sorte 'George Forrest' weist eine eher unauffällige Herbstfärbung auf.

## Vorkommen
Davids-Ahorn kommt im mittleren bis südlichen China sowie in Myanmar natürlich vor. Er gedeiht in Mischwäldern in gebirgigen Gegenden in Höhenlagen 1000 bis zu 3000 Metern.

## Systematik
Die Erstbeschreibung von Acer davidii erfolgte 1885 durch Adrien René Franchet in Nouvelles archives du muséum d'histoire naturelle, Sér. 2, 8, S. 212. Das Epitheton ehrt den französischen Priester Armand David.
Acer davidii gehört zur Sektion Macrantha innerhalb der Gattung Acer. Nahe verwandte Arten sind weitere „Schlangenhaut-Ahorne“ wie Acer capillipes oder Acer rufinerve.
Von Acer davidii gibt es zwei Unterarten:
- Acer davidii subsp. grosseri (Pax) De Jong (Syn.: Acer grosseri Pax, Acer davidii var. horizontale Pax, Acer grosseri var. hersii (Rehder) Rehder, Acer hersii Rehder, Acer horizontale Franch. ex W.P.Fang, Acer laisuense W.P.Fang & W.K.Hu, Acer pavolinii Pampanini, Acer tegmentosum subsp. grosseri (Pax) A.E.Murray, Acer tegmentosum var. pavolinii (Pampanini) A.E.Murray): Die Blätter sind kleiner und gelappt, Blütenstände mit weniger Blüten. Das Verbreitungsgebiet ist nördlicher in Höhenlagen zwischen 1000 und 1600 Meter.
- Acer davidii Franch. subsp. davidii (Syn.: Acer cavaleriei H.Lév., Acer davidii var. acuminatifolium W.P.Fang, Acer davidii var. glabrescens Pax, Acer davidii var. grandifolium S.Y.Liang & Y.Q.Huang, Acer davidii var. tomentellum Schwerin, Acer davidii var. zhanganense S.Z.He & Y.K.Li, Acer laxiflorum var. integrifolium W.P.Fang, Acer rubronervium Y.K.Li, Acer sikkimense subsp. davidii (Franch.) Wesmael): In Höhenlagen 1000 und 3000 Meter.